# Ubaldo Baldassini
Ubaldo Baldassini (Gubbio, 1084 – Gubbio, 16 maggio 1160) è stato vescovo di Gubbio nel XII secolo ed è venerato come santo dalla Chiesa cattolica.

## Biografia
(anonimo)
Il capostipite dei Baldassini nacque nel 1002 ed era il bisnonno di Ubaldo; il nonno si chiamava Pace e la nonna Prudenza. Ubaldo aveva una sorella, Sperandia.
Non è nota con esattezza la data di nascita di Ubaldo, che si presume essere nel 1084, in quanto il suo biografo Teobaldo afferma che nel 1105 era adolescens, ossia di età compresa tra i 15 e i 25 anni.
Alla morte del padre Rovaldo, il giovane Ubaldo fu affidato allo zio, anch'egli Ubaldo, che lo avviò alla vita religiosa. I suoi biografi descrivono la sua disponibilità all'amicizia societate delectabilis, la sua benevolenza paciens super omnes. Non sono noti miracoli da lui compiuti durante la fanciullezza e la gioventù.
Studiò dai canonici di San Secondo e poi a San Mariano, ove non si trovò bene, a causa della corruzione del clero (concubinaggio) e tornò a vivere nel primo luogo. Fu ordinato sacerdote nel 1114, poi nominato canonico della cattedrale eugubina, ristabilendovi la disciplina ecclesiastica. Dopo l'incendio del 1125, si adoperò per la ricostruzione del duomo e dell'ospedale di Gubbio.

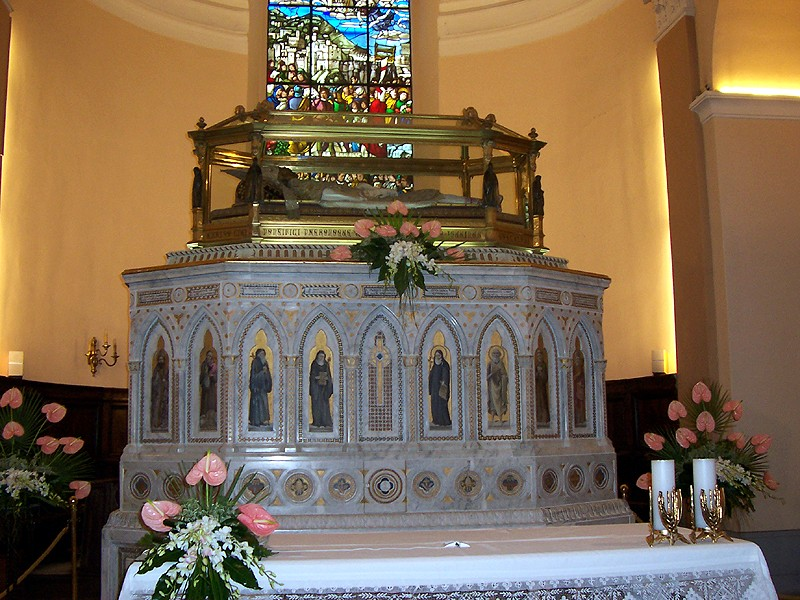
L'urna con il corpo incorrotto del santo

Fu uomo mite, ma determinato. Rifiutò il vescovado di Perugia, ma il papa Onorio II gli attribuì quello di Gubbio (1129). Come vescovo, a differenza di altri, evitava le pompe cerimoniose e i ricchi paramenti, era parco in tutte le cose e non facilitò i suoi parenti affidando loro cariche e vantaggi. Perdonò tutti i torti che subì, fresco di nomina, dagli eugubini, non abituati a un ecclesiastico un po' sui generis. Aiutò la cittadinanza durante l'assedio a Gubbio voluto da undici città rivali (Perugia, Spoleto, Foligno, Assisi, Nocera Umbra, Cagli, Città di Castello e i feudatari di Coccorano, Fossato, Val Marcola) e trattò personalmente con Federico Barbarossa per evitare la distruzione da parte delle sue truppe (1155).
Ubaldo venne colpito da una malattia insolita e repellente che, da analisi condotte sulla mummia del santo nel 2017, si è accertata essere il pemfigoide bolloso: il corpo si ricoprì di pustole dolorose che emettevano in continuazione un liquido sieroso, biancastro e maleodorante. In quello stato celebrò la sua ultima messa nella Pasqua del 1160 senza sottrarsi, fino alla fine, ai suoi doveri vescovili. Domenica 15 maggio chiese l'estrema unzione e morì all'alba del 16 maggio 1160. A causa del grande afflusso di fedeli, i funerali furono celebrati soltanto il quarto giorno dopo la morte.

## Il culto
della Chiesa splendore

sostegno d'ogni cuore

Ubaldo Santo»
Canonizzato nel 1192 dal papa Celestino III, il suo corpo riposa sul colle Ingino, nella chiesa a lui dedicata.
Patrono di Gubbio, è festeggiato il 16 maggio. In suo onore si svolge la celebre Festa dei ceri, che viene celebrata il 15 maggio.
Sant'Ubaldo è particolarmente venerato e festeggiato (singolarmente con una manifestazione che prevede il rogo finale di tre pini, come tre sono i "ceri" che corrono in suo onore a Gubbio) anche nella città francese di Thann, in Alsazia, nella cui collegiata di Sant'Ubaldo, gotica, è custodita una reliquia del santo.
A Pisa la festa di sant'Ubaldo si svolge lungo il viale delle Piagge nel fine settimana successivo al 15 maggio ed è caratterizzata dalla vendita di piante e fiori.

## Chiese, monasteri, altari, dipinti e statue in onore del santo
- Gubbio, basilica di Sant'Ubaldo, dove riposano le sue spoglie.
- Cantiano (Diocesi di Gubbio), chiesa di Sant'Ubaldo (XIII secolo).
- Roma, Colonnato del Bernini in Piazza San Pietro, statua n° 107 dedicata a sant'Ubaldo.
- Roma, chiesa di Santa Maria della Pace: nella seconda cappella a sinistra (cappella Mignanelli) sull'altare, pala raffigurante la Madonna in gloria tra i santi Ubaldo e Girolamo, opera di Marcello Venusti.
- Sant'Andrea di Suasa: chiesa di Sant'Ubaldo.
- Collegiata di Sant'Ubaldo a Thann, Francia.
- Chiesa di Sant'Ubaldo, Lago di Velo d'Astico (VI)[6].
- Grotta di Sant'Ubaldo, Piobbico (PU).

## Genealogia episcopale
La genealogia episcopale è:
- Papa Onorio II
- Vescovo Ubaldo Baldassini